# Nick Wieland
Nick Wieland (30 marzo 1988) è un ex giocatore di football americano e allenatore di football americano tedesco, che ha giocato come offensive tackle.
Nella sua carriera ha alternato stagioni agli Hamburg Blue Devils con stagioni ai Kiel Baltic Hurricanes.

## Palmarès
- 2 EFL Bowl (Kiel Baltic Hurricanes: 2014, 2015)
- 1 German Bowl (Kiel Baltic Hurricanes: 2010)